# Fyrvaktare

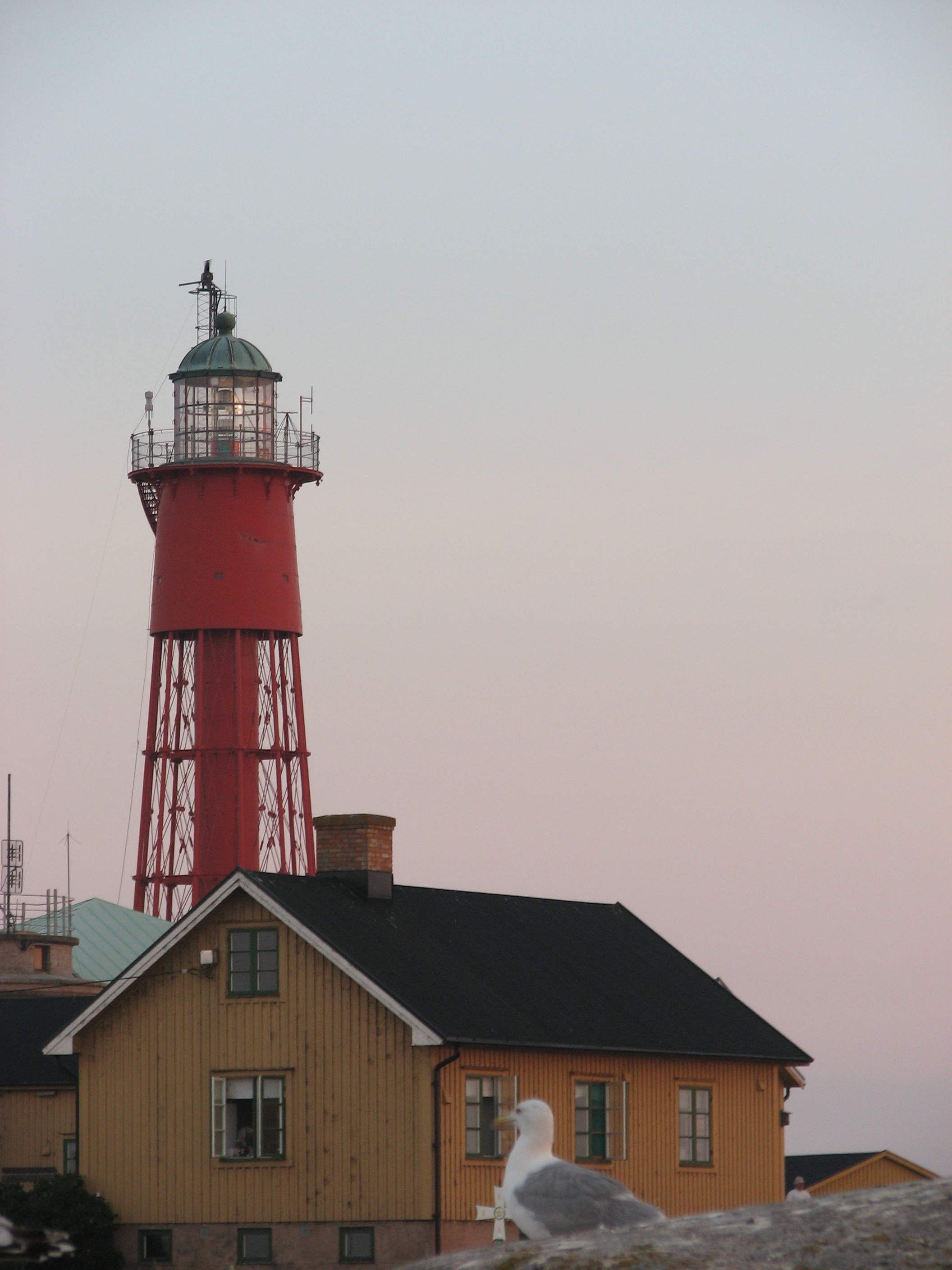
Fyren på Utklippan

Fyrvaktare kallas den person som ansvarar för att en fyrstation eller ett fyrskepp fungerar och underhålls. Fyrvaktaren svarar under en fyrmästare som har huvudansvaret för en eller flera stationer.
Fyrvaktaren, med eller utan familj, bor ofta på tjänstgöringsstationen, antingen i en närliggande byggnad eller i själva fyrtornet. På stationer som ligger på enskilda klippöar eller är byggda på undervattensgrund gör detta att man hålls isolerad under vissa tider som kan bli längre på grund av väder.
Fyrvaktaryrket försvinner mer och mer allt eftersom moderna fyrar fjärrstyrs från centraler med överblick över flera fyrar som till exempel The Northern Lighthouse Board som övervakar samtliga skotska fyrar.

## Fyrvaktare i Sverige
I Sverige var fyrvaktare tidigare en statlig tjänst, för att sköta mindre fyrplatser, eller hjälpa fyrmästaren på de större. Fyrpersonalen lydde under Lotsverket.
En förordning från 1827 delade upp personalen i olika befattningar. Bemanningen på de stora förstaklassfyrarna bestod av en förman, fyrmästaren, en fyrvaktare och en eller två fyrbiträden. Mindre fyrar, andraklassensfyrar hade en tvåmansbemanning, med en fyrmästare och en fyrvaktare. Tredjeklassfyrarna, som ansågs mycket lättskötta, sköttes av en ensam fyrmästare.
Lönerna och arbetsvillkoren för fyrpersonalen förbättrades under början av 1800-talet, men arbetsuppgifterna ökade, med bland annat väderobservationer.
1838 ändrades vakttjänstgöringen i fyrarna till fyratimmarspass, för att förbättra tillsynen. Ny teknik med linsfyrar istället för stenkolsfyrar, krävde mer kunskap i mekaniskt arbete. Det gjorde att arbetet blev lättare och 1835 anställdes även kvinnor på ett försök som blev lyckat. Nu kunde en familj istället för två sköta fyren och Lotsverket sparade pengar.
Fyrarnas lystid ökades nu till hela året, från en halvtimme innan solen gick ner till en halvtimme innan den gick upp. Därför bosatte sig fyrpersonalen med familjer vid fyrplatserna. Små samhällen bildades med både bostäder, förvaringsutrymmen, bagarstugor och tvättstugor. Bostadshuset placerades oftast så att fyrmästaren kunde se om fyren var tänd, från sitt fönster.
En bra hamn och möjlighet till att få färskvatten avgjorde många fyrars placering. Den 1842 stadgade allmänna skolplikten gjorde att Lotsverket också startade lotsbarnskolor, där även fyrpersonalens barn fick gå. Det var kortare terminer än normalt och skolfröknarna bodde vid skolorna eller åkte runt till flera skolor under en termin.
Automatiseringen av fyrarna har gjort att dagens fyrar inte har någon fast personal och yrket fyrvaktare ej längre existerar. Numera tjänstgör personal som väderobservatörer åt SMHI ute vid en del av de gamla fyrplatserna.